# Frick Building
Le Frick Building est un gratte-ciel de 102 mètres de hauteur construit à Pittsburgh en Pennsylvanie aux États-Unis de 1901 à 1902. De style néoclassique il abrite des bureaux sur 20 étages.
L'architecte est l'agence D.H. Burnham & Company
L'immeuble a été construit par Henry Clay Frick un magnat du charbon et de l'acier.
Le bâtiment a été ajouté au Registre national des lieux historiques en 1978.
C'est le plus ancien gratte-ciel de Pittsburgh.